# Jane's Addiction
Jane's Addiction — американський рок-гурт, заснований 1985го року в Лос-Анджелесі. Вважається одним з піонерів стилю альтернативний рок. В оригінальний склад гурту входили: Пері Фарел (вокал), Дейв Наваро (гітара), Ерик Евері (бас) та Стівен Перкінс (ударні). Після розпаду в 1991му році, гурт тимчасово відновлювався в 1997му і у 2001му роках; обидва рази Евері відмовлявся брати участь. У 2008му році гурт зібрався в «золотому» складі, разом з Евері, і провів світовий тур. На початку 2010го року Евері покинув гурт і вони почали роботу над новим матеріалом без нього.

## Склад

### Поточний склад
- Пері Фарел (Perry Farrell) — спів (1985–1991, 1997, 2001–2004, від 2008)
- Дейв Наваро (Dave Navarro) — соло- і ритм-гітара, акуснична гітара, фортепіано (1986–1991, 1997, 2001–2004, від 2008)
- Стівен Перкінс (Stephen Perkins) — ударні, перкусія (1986–1991, 1997, 2001–2004, від 2008)
- Дейв Сайтек (Dave Sitek)
- — бас (від 2010)

### Колишні учасники
- Ерик Евері (Eric Avery) — бас, акустична гітара (1985–1991, 2008–2010)
- Даф МакКеген (Duff McKagan) — бас (березень-вересень 2010)
- Крис Чейні (Chris Chaney) — бас (2002–2004, одноразові виступи у 2009, 2010 s 2011)
- Flea — бас (1997)
- Мартін Ленобль (Martyn LeNoble) — бас (2001–2002)
- Крис Брінкмен (Chris Brinkman) — гітара (1985–1986)
- Мет Чайкін (Matt Chaikin) — ударні, перкусія (1985–1986)
- Ед Добридніо (Ed Dobrydnio) — гітара (1986)
- Марк Причард (Mark Pritchard) — гітара (1986)

## Дискографія
- Jane's Addiction (1987)
- Nothing's Shocking (1988)
- Ritual de lo Habitual (1990)
- Kettle Whistle (1997)
- Strays (2003)
- Up from the Catacombs – The Best of Jane's Addiction (2006)
- The Great Escape Artist (2011)